# Sture Petrén
Bror Arvid (Sture) Petrén (Stockholm, 3 oktober 1908 - Genève, 13 december 1976) was een Zweeds ambassadeur en hovrättsvoorzitter. Hij was de zoon van de jurist Bror Petrén en Signe Anderberg. In 1942 trouwde hij met intendente Gertrud Serner-Petrén.
In 1932 behaalde Petrén een kandidatuur in de filosofie, en in 1939 een kandidatuur in de rechten aan de Universiteit van Lund. In 1943 zetelde hij in het Svea hovrätt en vanaf 1950 in de raad van buitenlandse zaken; op het departement van buitenlandse zaken was hij chef van de juridische afdeling. In 1957 werd hij ambassadeur, en van 1963 tot 1967 was hij ook voorzitter van het Svea hovrätt. Hij was tevens lid van het Internationaal Gerechtshof in Den Haag en (als onder andere ombudsman) werkzaam binnen de Verenigde Naties. In 1954 ging hij in de commissie van mensenrechten van de Raad van Europa.
In 1969 werd hij lid van de Zweedse Academie, waar hij – als van Birger Ekeberg - zetel 1 toegewezen kreeg.